# Чаховский, Пётр
Пётр Чаховский (пол. Piotr Czachowski; род. 7 ноября 1966 года в Варшаве) — польский футболист, играл на позиции защитника.

## Биография
Является воспитанником «Окенце Варшава». С 1982 года играл в юношеской сборной Польши. В 1986 году дебютировал за «Сталь Мелец», где сыграл 115 матчей, забив два гола. В сезоне 1990/91 он отправился в «Легию», а затем перешёл в итальянский «Удинезе», где выступал вместе с соотечественником Мареком Козьминьским. В следующем сезоне вернулся в Польшу, снова став игроком «Легии».Сыграл всего два матча за клуб, а «Легия» в итоге завоевала титул чемпиона. Позже выступал за шотландский «Данди». Закончил свою карьеру в 2004 году в составе ФК «Пясечно».
В сборной Польши дебютировал 23 августа 1989 года в матче против СССР, соперники разошлись вничью 1:1. Сыграл в общей сложности 45 матчей, забив один гол.
В настоящее время входит в тренерский штаб клуба «Пясечно».